# Maison forte des Grand'Maisons
La maison forte des Grand'Maisons est située sur la commune de Cogny, au sud du bourg, à flanc de colline, dans le département du Rhône.

## Description

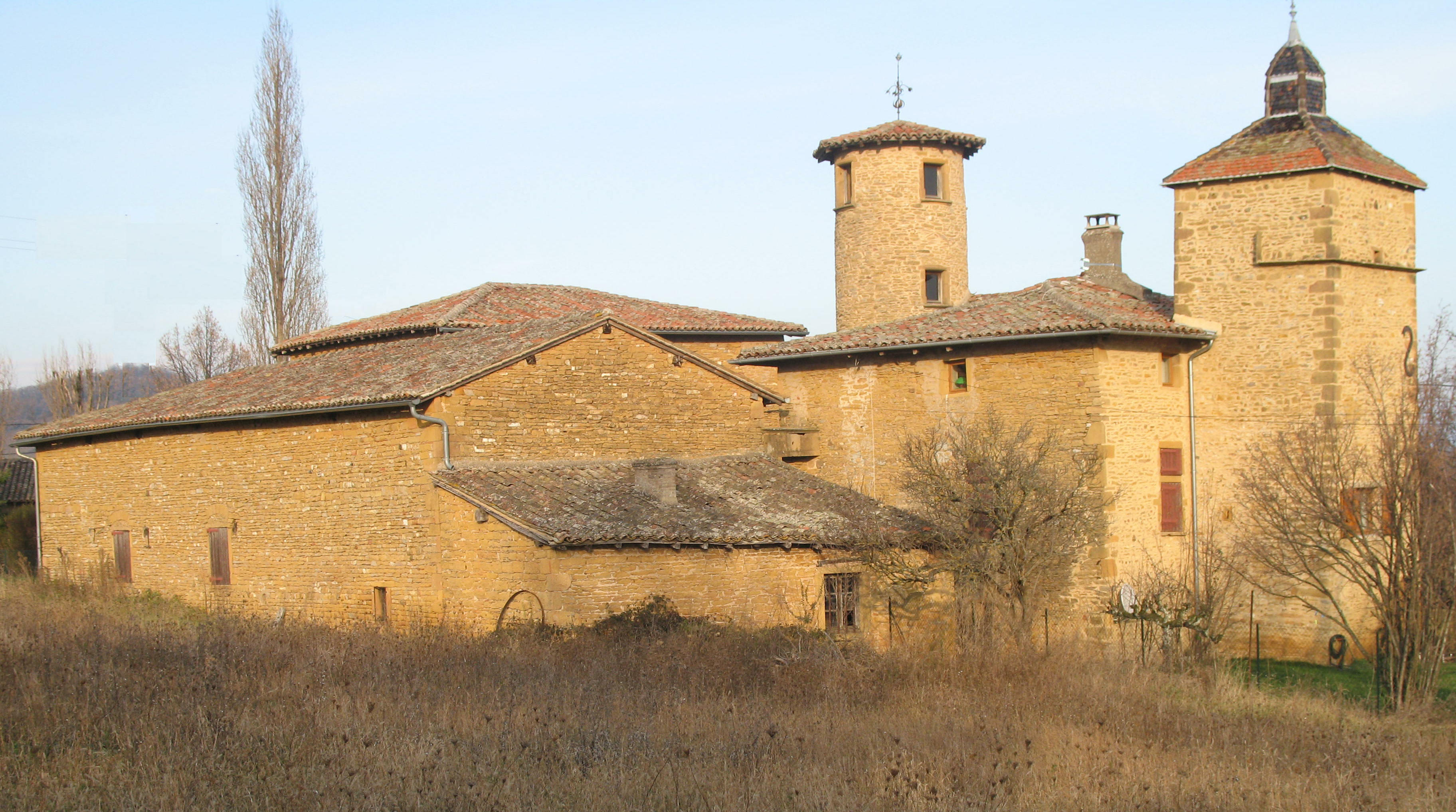
Angle sud ouest

La construction, qui date du XVe siècle, se compose de deux corps de logis, l'un au nord, l'autre au sud. Des fenêtres à meneaux en pierre dorée percent les pignons est de ces bâtiments. Les étages de combles sont éclairés par de petites ouvertures carrées. Une haute tour carrée, coiffée d'un clocheton, fait saillie vers le sud. Une tour ronde, donnant sur la cour intérieure, devait servir pour le guet.

## Historique
On sait peu de choses sur l'histoire des Grand'Maisons.
En 1750, la famille d'Espinay vend la bâtisse à Claude Picard.